# Anguil·liformes
Els anguil·liformes (Anguilliformes) són un ordre de peixos del superordre Elopomorpha. Tenen el cos de forma allargada que assembla la d'una serp, amb espècies tant marines com de riu. El seu nom procedeix del llatí anguilla, que significa anguila. Apareixen per primera vegada en el registre fòssil durant el Cretaci mitjà.

## Particularitats
L'ordre dels Anguil·liformes comprèn quatre subordres, 19 famílies, 110 gèneres i aproximadament 600 espècies. La majoria dels anguil·liformes són depredadors.

## Descripció
Són peixos allargats, amb una longitud que va de 5 cm a 3,75 m. El pes dels adults oscil·la entre 30 g i més de 25 kg. Solen tenir la pell nua sense escates, i quan les tenen són tipus cicloide embegudes en la pell; l'obertura de les brànquies sol ser molt estreta i desplaçada cap enrere en el cos, tenen maxil·lars amb dents ben formades en tota la boca, tots tenen bufeta natatòria, unes espècies tenen costelles i altres no. No tenen aleta pelviana i moltes espècies tampoc tenen aletes pectorals. Estan fusionades les aletes dorsal i anal amb l'aleta caudal. L'aleta dorsal i l'anal estan fusionades amb la cabal, formant una sola cinta que recorre gran part de la longitud de l'animal. Les anguiles neden generant ones que viatgen al llarg dels seus cossos. Poden nedar cap enrere invertint la direcció de l'ona.
Només els membres de la família Anguillidae habiten en aigües dolces però tornen al mar per a reproduir-se. La majoria de les anguiles viuen en les aigües poc profundes de l'oceà i s'enterren en la sorra, el fang o entre les roques. La majoria de les espècies d'anguiles són nocturnes, per la qual cosa rares vegades se les veuen. A vegades, se'ls veu vivint juntes en forats o «pous d'anguiles». Algunes espècies d'anguiles també viuen en aigües més profundes en les plataformes continentals i sobre els vessants amb una profunditat de 4.000 m. Només els membres d′Anguilla habiten regularment en aigua dolça, però també tornen a la mar per a reproduir-se.
L'anguila veritable més pesada és el congre comú. La grandària màxima d'aquesta espècie aconsegueix una longitud de 3 m i un pes de 110 kg. Altres anguiles són més llargues, encara que no tenen tanta massa, com la morena gegant esvelta que aconsegueix els 4 m de longitud.

## Cicle de vida
L'anguila neix a la Mar dels Sargassos (en formes anomenades «leptocèfals») i es deixa arrossegar pel corrent d'un a tres anys fins a arribar al continent (Amèrica o Europa), on se'n diu angules. Una vegada allí remunta els rius fins als cursos alts, és allí on desenvolupa la gran part de la seva vida. A l'edat de 14 o 15 anys es converteix en anguila platejada, el seu estómac s'atrofia i les seves reserves de greix li serveixen per a baixar els rius i conduir-se de nou a la Mar dels Sargassos per a la reproducció i la seva posterior mort.
Lady Colin Campbell (Gertrude Elizabeth Blood) va descobrir que la pesca de l'anguila en Ballisodare havia millorat molt en penjar escales d'herba trenada fluixa sobre les barreres, la qual cosa permetia a les angules ascendir més fàcilment.

## Subordres i famílies
Subordre Anguilloidei
- Anguillidae[12]
- Chlopsidae[13]
- Heterenchelyidae[14]
- Moringuidae[15]
- Muraenidae[16]
- Myrocongridae[17]

Subordre Congroidei
- Colocongridae[19]
- Congridae[20]
  - Incloent-hi Macrocephenchelyidae[21]
- Derichthyidae[22]
  - Incloent-hi Nessorhamphidae[23]
- Muraenesocidae[24]
- Nettastomatidae[25]
- Ophichthidae[26]

Subordre Nemichthyoidei
- Nemichthyidae[28]
- Serrivomeridae[29]

Subordre Synaphobranchoidei
- Synaphobranchidae[31]
  - Incloent-hi Dysommidae,[32] Nettodaridae[33] i Simenchelyidae[34]

## Ús pels humans

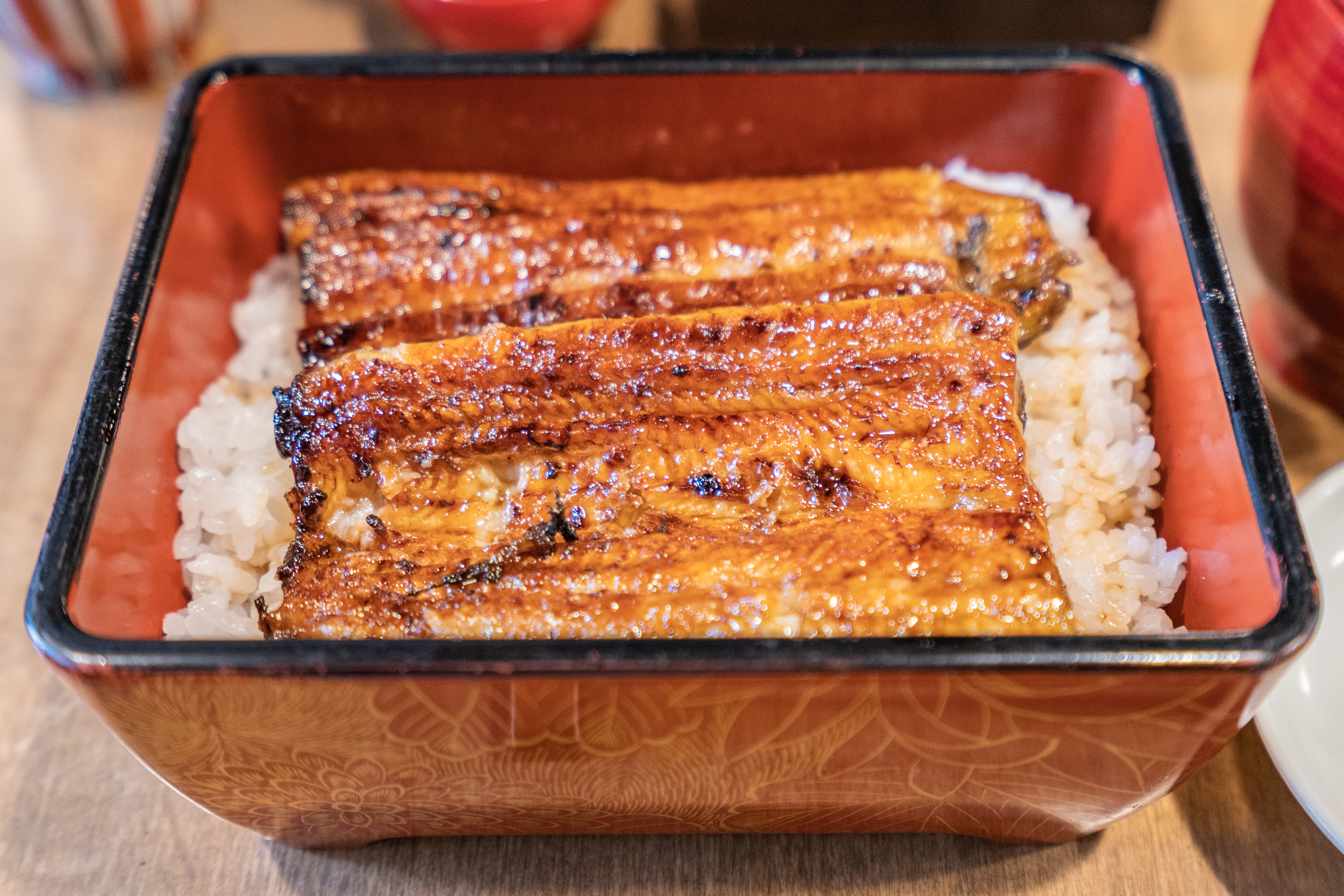
Unagi (kabayaki) amb arròs

Els unagi són anguil·liformes usuals en la cuina japonesa. També en la cuina xinesa i coreana són populars els anguil·liformes.
Les anguiles són molt apreciades en la cuina europea i són objecte de la piscicultura.
Les anguiles d'aigua dolça (unagi) i les marines (congre, anago) són habituals en la cuina japonesa; aliments com el unadon i el unajū són populars, però cars. L'anguila també és molt popular en la cuina xinesa, i es prepara de moltes formes diferents. Els preus de l'anguila en Hong Kong han aconseguit sovint els 1.000 HKD (124,84 EUR) per kg, i en una ocasió van superar els 5000 HKD. A l'Índia, les anguiles es mengen en el nord-est. Les anguiles d'aigua dolça, conegudes com Kusia en assamès, es mengen amb curri, sovint amb herbes. L'anguila europea i altres anguiles d'aigua dolça es mengen sobretot a Europa i els Estats Units, i es considera en perill crític d'extinció. Un menjar tradicional de l'est de Londres són les anguiles en gelatina, encara que la demanda ha disminuït significativament des de la Segona Guerra Mundial. La menja de la cuina espanyola, les angules, consisteix en angules (anguiles joves) saltades en oli d'oliva amb all; les angules solen aconseguir preus de fins a 1.000 euros per kg. En els municipis que integren el Parc Natural de l'Albufera a València, es pot degustar l'allipebre, plat típic de la zona l'ingredient principal de la qual és l'anguila. L'anguila d'aleta llarga neozelandesa és un aliment tradicional maori a Nova Zelanda. En la cuina italiana, són especialment apreciades les anguiles del Valli di Comacchio, una zona pantanosa al llarg de la costa adriàtica, juntament amb les anguiles d'aigua dolça del llac de Bolsena i les anguiles d'estany de Cabras, Sardenya. En el nord d'Alemanya, els Països Baixos, la República Txeca, Polònia, Dinamarca i Suècia, l'anguila fumada es considera una menja.
Les angules, sovint fregides, van anar antany un plat barat al Regne Unit. Durant la dècada de 1990, el seu número es va desplomar en tota Europa. Es van convertir en una menja i en el peix més car del Regne Unit.
La sang d'anguila és tòxica per als humans i altres mamífers, però tant la cocció com el procés digestiu destrueixen la proteïna tòxica.
Entre els peixos anguilliformes, la morena és popular entre els acuaristes marins.

### Angules
A Espanya era tradicional en les gastronomies de Biscaia i Guipúscoa però la seva popularitat s'ha estès a altres parts del territori. El plat més conegut és angules a la bilbaïna, servit en una cassola de fang amb all i bitxo fumat. Es coneix, però també en la cuina francesa de les comarques de Nantes, La Rochelle i Bordeus.
Les angules es compren ja precuinades, generalment envasades al buit, en aquest cas tenen un color blanc o lleugerament negre. Depèn fonamentalment del temps que han passat al riu, les negres han passat més temps i són generalment menys valorades. En el cas d'adquirir-les vives se solen matar amb tabac dissolt en aigua, després es renten (amb l'objecte principal de treure la bava) i posteriorment es couen en una salmorra on adquireixen el color blanc habitual.
Les angules precuinades anteriors es poden preparar de diverses maneres. Una recepta típica és amb nyora i all.

### Terres de l’Ebre
A les Terres de l’Ebre les anguiles són la base de diverses preparacions culinàries. Una de les especialitats és l’anguila fumada.